# Testudinella munda
Testudinella munda är en hjuldjursart som beskrevs av Berzinš 1982. Testudinella munda ingår i släktet Testudinella och familjen Testudinellidae. Inga underarter finns listade i Catalogue of Life.